# Transición justa

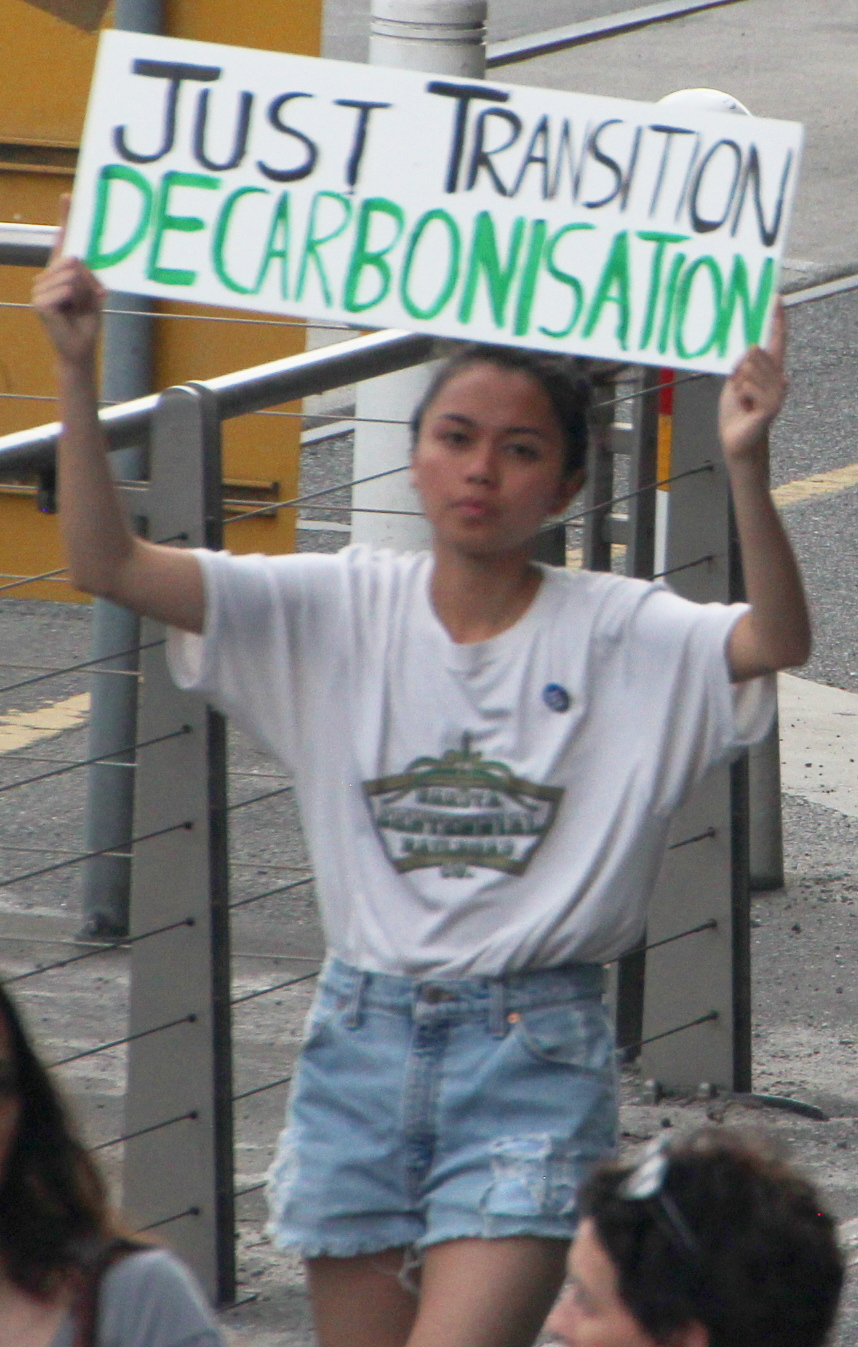
Manifestante en Melbourne pidiendo una transición justa.

La transición justa es un marco desarrollado por el movimiento sindical para abarcar una gama de intervenciones sociales necesarias para asegurar los derechos y medios de vida de los trabajadores cuando las economías están cambiando a una producción sostenible, principalmente combatiendo el cambio climático y protegiendo la biodiversidad. Ha sido respaldado internacionalmente por gobiernos en diferentes ámbitos, incluida la Organización Internacional del Trabajo (OIT), la Convención Marco de las Naciones Unidas sobre el Cambio Climático (CMNUCC) en el Acuerdo de París y la Conferencia Climática de Katowice (COP24) y la Unión Europea.

## Mecanismo
Para los sindicatos, el término Transición Justa describe la transición hacia una economía resiliente al clima y con bajas emisiones de carbono que maximiza los beneficios de la acción climática y minimiza las dificultades para los trabajadores y sus comunidades. Según la Confederación Sindical Internacional, las necesidades relevantes para una Transición Justa variarán en diferentes países, aunque existen políticas generales que los países deben promulgar, incluyendo:
- Inversiones sólidas en sectores y tecnologías de bajas emisiones y ricas en empleo. Estas inversiones deben realizarse mediante la debida consulta con todos los afectados, respetando los derechos humanos y laborales y los principios del Trabajo Decente.
- Diálogo social y consulta democrática de los interlocutores sociales (sindicatos y empleadores) y otras partes interesadas (es decir, comunidades).
- Investigación y evaluación temprana de los impactos sociales y laborales de las políticas climáticas. La formación y el desarrollo de habilidades, que son clave para apoyar el despliegue de nuevas tecnologías y fomentar el cambio industrial.
- Protección social, junto con políticas activas de empleo.
- Planes de diversificación económica local que apoyen el trabajo decente y brinden estabilidad a la comunidad durante la transición. Las comunidades no deben quedarse solas para gestionar los impactos de la transición, ya que esto no conducirá a una distribución justa de los costos y beneficios.

Los objetivos climáticos y los acuerdos globales sobre el cambio climático establecen estándares para una economía limpia. En el proceso, sectores como la energía, la manufactura, la agricultura y la silvicultura, que emplean a millones de trabajadores, deben reestructurarse. Existe la preocupación de que los períodos de cambio estructural económico en el pasado dejaron a los trabajadores comunes, sus familias y comunidades a cargo de los costos de la transición a nuevas formas de producir riqueza, lo que ha llevado al desempleo, la pobreza y la exclusión de la clase trabajadora, en contraste con los dueños de los negocios que pueden pagar la transición.
La transición justa aborda esta preocupación promoviendo acciones sostenibles que ayuden a los trabajadores. Unir la justicia climática y social por medio de una transición justa significa cumplir con las demandas de los trabajadores del carbón en las regiones en desarrollo dependientes del carbón que carecen de otras oportunidades de empleo; justicia para los trabajadores de las economías emergentes que exigen su parte del “dividendo de la industrialización”; justicia para quienes tienen que abandonar sus hogares cuando el nivel del mar sube y envuelve las regiones costeras y las islas como consecuencia del cambio climático; justicia para las poblaciones afectadas por la contaminación del aire y los impactos ambientales del uso del carbón.

## Definición y evolución
El término "transición justa" fue acuñado por primera vez por los sindicatos norteamericanos en la década de 1990 para describir un sistema de apoyo para los trabajadores desempleados debido a las políticas de protección ambiental. El concepto puede considerarse una aplicación ecológica de la conversión económica, que se desarrolló en la década de 1980 cuando los activistas contra la guerra buscaban formar una coalición con los trabajadores militares y darles una participación en la economía de paz.
Uno de los primeros defensores fue Tony Mazzocchi:

A principios de la década de 1990, después de la confirmación del calentamiento global causado por los combustibles fósiles, Mazzocchi revivió la idea, llamándola un “Superfondo para trabajadores”, una asociación de palabras con el Superfondo recientemente establecido para la limpieza de tóxicos. El Superfondo para trabajadores proporcionaría apoyo financiero y una oportunidad de educación superior para los trabajadores desplazados por las políticas de protección ambiental. Como dijo Mazzocchi en 1993, “Hay un Superfondo para la suciedad. Debería haber uno para los trabajadores". [...] Quienes trabajan con materiales tóxicos a diario para proporcionar al mundo la energía y los materiales que necesita "merecen una mano amiga para comenzar de nuevo en la vida". [...] Según Les Leopold, director ejecutivo del Instituto del Trabajo y colaborador cercano de Mazzocchi y más tarde biógrafo, “Los ambientalistas posteriores se quejaron de que la palabra superfondo tenía demasiadas connotaciones negativas, y el nombre del plan se cambió a Transición Justa”. En un discurso de 1995, Les Leopold presentó la propuesta de Superfondo para trabajadores/Transición justa. "La base de una transición justa es el simple principio de equidad". A ningún trabajador relacionado con tóxicos se le debería pedir “que pague un impuesto desproporcionado - en la forma de pérdida de su trabajo - para lograr los objetivos” de protección ambiental. En cambio, "Estos costos deben distribuirse equitativamente en toda la sociedad".

La evolución ulterior del término se describe en un artículo publicado por la Revista Internacional de Investigación Laboral:

En 1998, un activista sindical canadiense, Brian Kohler, publicó lo que se convertiría en una de las primeras menciones del concepto de Transición Justa en un boletín sindical. Constituyó un intento de conciliar los esfuerzos del movimiento sindical para proporcionar a los trabajadores trabajos decentes y la necesidad de proteger el medio ambiente. Como Kohler había dicho claramente anteriormente: “La verdadera elección no son los trabajos ni el medio ambiente. Es ambos o ninguno ".

En diez años, la percepción del movimiento sindical de los desafíos ambientales ha evolucionado y con ella la definición, los límites y el alcance de la “transición justa” necesaria. Hoy en día, la “transición justa” puede entenderse como el marco conceptual en el que el movimiento sindical captura las complejidades de la transición hacia una economía baja en carbono y resiliente al clima, destacando las necesidades de políticas públicas y apuntando a maximizar los beneficios y minimizar las dificultades para los trabajadores y sus comunidades en esta transformación.
En un documento elaborado por la Confederación Sindical Internacional (CSI), la Transición Justa se define como una “herramienta que el movimiento sindical comparte con la comunidad internacional, destinada a suavizar el cambio hacia una sociedad más sostenible y brindar esperanza para la capacidad de un economía verde para mantener trabajos decentes y medios de vida para todos”(CSI, 2009b).
Es importante señalar que la Transición Justa es un mecanismo de apoyo a la acción climática y no la inacción. La Transición Justa no se opone a las políticas ambientales, sino que las complementa. Esto reconforta la idea de que las políticas ambientales y sociales no son contradictorias sino que, por el contrario, pueden reforzarse entre sí.
Este enfoque del concepto de Transición Justa fue adoptado por unanimidad en el 2º Congreso de la CSI, en 2010, cuando el Congreso declaró que la “Transición Justa” era “el” enfoque para luchar contra el cambio climático:
El Congreso se compromete a promover un enfoque integrado del desarrollo sostenible a través de una transición justa donde el progreso social, la protección del medio ambiente y las necesidades económicas se integran en un marco de gobernanza democrática, donde se respetan los derechos laborales y otros derechos humanos y se logra la igualdad de género (CSI, 2010) .
Otras Federaciones Sindicales Globales, que representan a trabajadores en sectores económicos específicos, se unieron a este enfoque político. La Federación Internacional de Trabajadores del Transporte (ITF) adoptó, en su Congreso de 2010, una resolución que declara que “si bien la adopción urgente de estas políticas es vital para abordar el cambio climático, la ITF y sus afiliadas deben defender los intereses de los trabajadores del transporte luchando para asegurar que estas políticas se implementen de manera que se protejan los empleos y se creen nuevos a través de un proceso de transición justa ”(ITF, 2010). Las federaciones de trabajadores industriales también han expresado sus posiciones sobre la Transición Justa. La Federación Internacional de Sindicatos de Trabajadores de la Química, Energía, Minas y Generalidades (ICEM), por ejemplo, afirma que “con una transición justa, podemos construir un consenso público para avanzar hacia una producción más sostenible” (ICEM, 2009).

El marco de Transición Justa es un paquete de propuestas de políticas que aborda los diferentes aspectos relacionados con la vulnerabilidad de los trabajadores y sus comunidades: incertidumbres con respecto a los impactos laborales, riesgos de pérdida de puestos de trabajo, riesgos de procesos de toma de decisiones antidemocráticos, riesgos de recesión económica regional o local, entre otros.

### Ampliación de uso

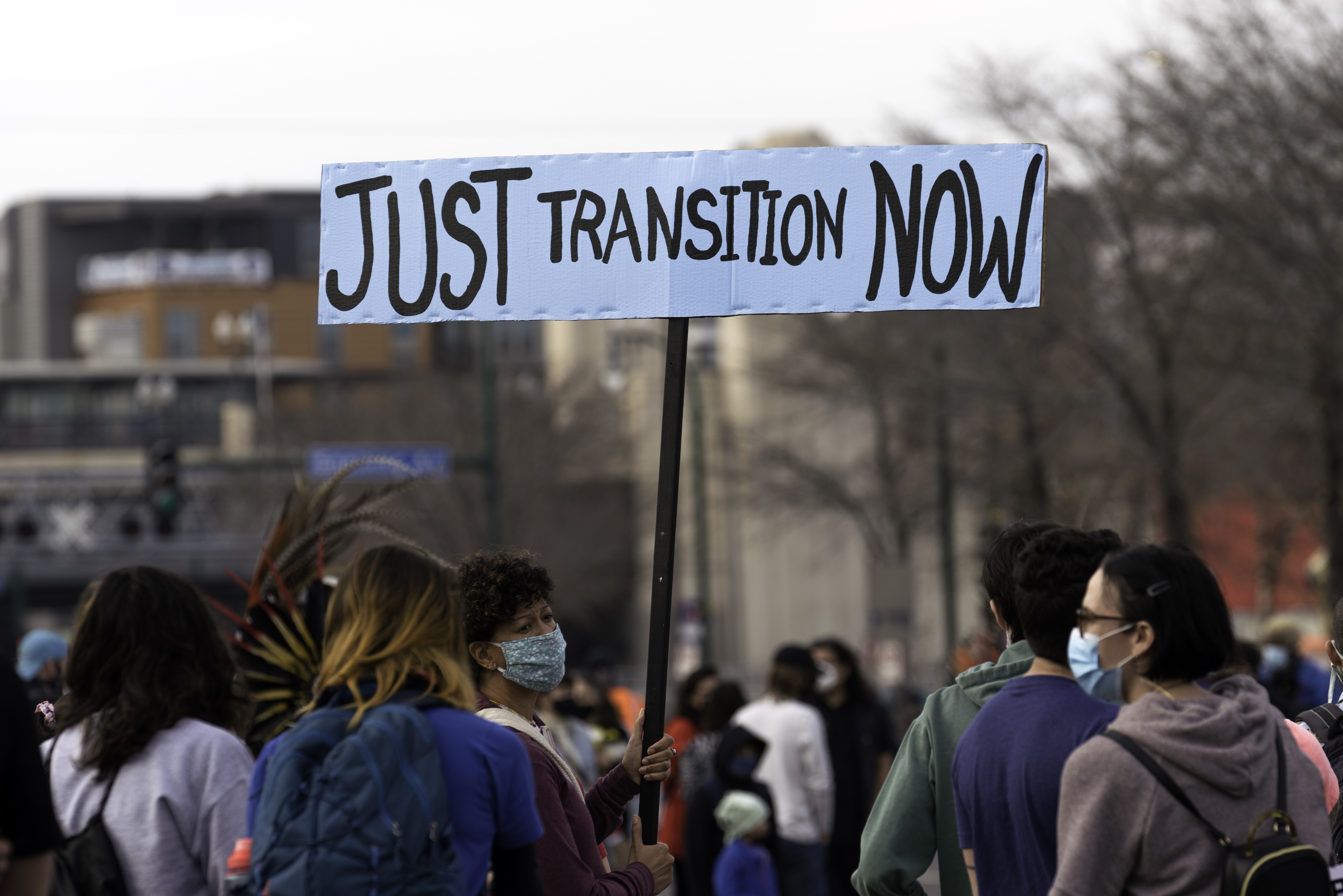
Cartel de "Transición justa ahora" en Minneapolis, Minnesota, manifestación climática.

En los últimos años, varias organizaciones han implementado el concepto de una Transición Justa con respecto a la justicia ambiental y/o climática. A medida que los sindicatos comenzaron a insertar el concepto de transición justa en las negociaciones de la Convención Marco de las Naciones Unidas sobre el Cambio Climático (CMNUCC) y el movimiento del cambio climático, la transición justa se ha convertido en un impulso deliberado para una transición hacia oportunidades de empleo y economías sostenibles tanto ambiental como socialmente. A veces se refieren muy de cerca al componente laboral de una Transición Justa, mientras que otras lo ignoran. En el último caso, "sólo" se refiere simplemente a la necesidad de proteger el medio ambiente como un bien público de las industrias privadas que degradan su salud a largo plazo.
El término "justo" también se ha aplicado a las preocupaciones sobre el fin de la guerra y la construcción de una economía en tiempos de paz.
El concepto de transición justa para avanzar hacia una economía hipocarbónica y resiliente al clima se ha utilizado más tarde, en particular por los sindicatos, también en relación con la digitalización.
Una transición justa del carbón cuenta con el apoyo del Banco europeo para la Reconstrucción y Desarrollo.
Por otro lado algunos autores también han acuñado el concepto de transición ecosocial justa:

Es un proceso compartido, planificado y deseado de reorganización de la vida común que tiene por finalidad la garantía de condiciones dignas de existencia para todas las personas y comunidades, con plena consciencia de que ese derecho ha de ser satisfecho en un planeta con límites ya superados, que compartimos con el resto del mundo vivo y que estamos obligados a conservar para las generaciones más jóvenes y las que aún no han nacido.
Yayo Herrero

## Logros

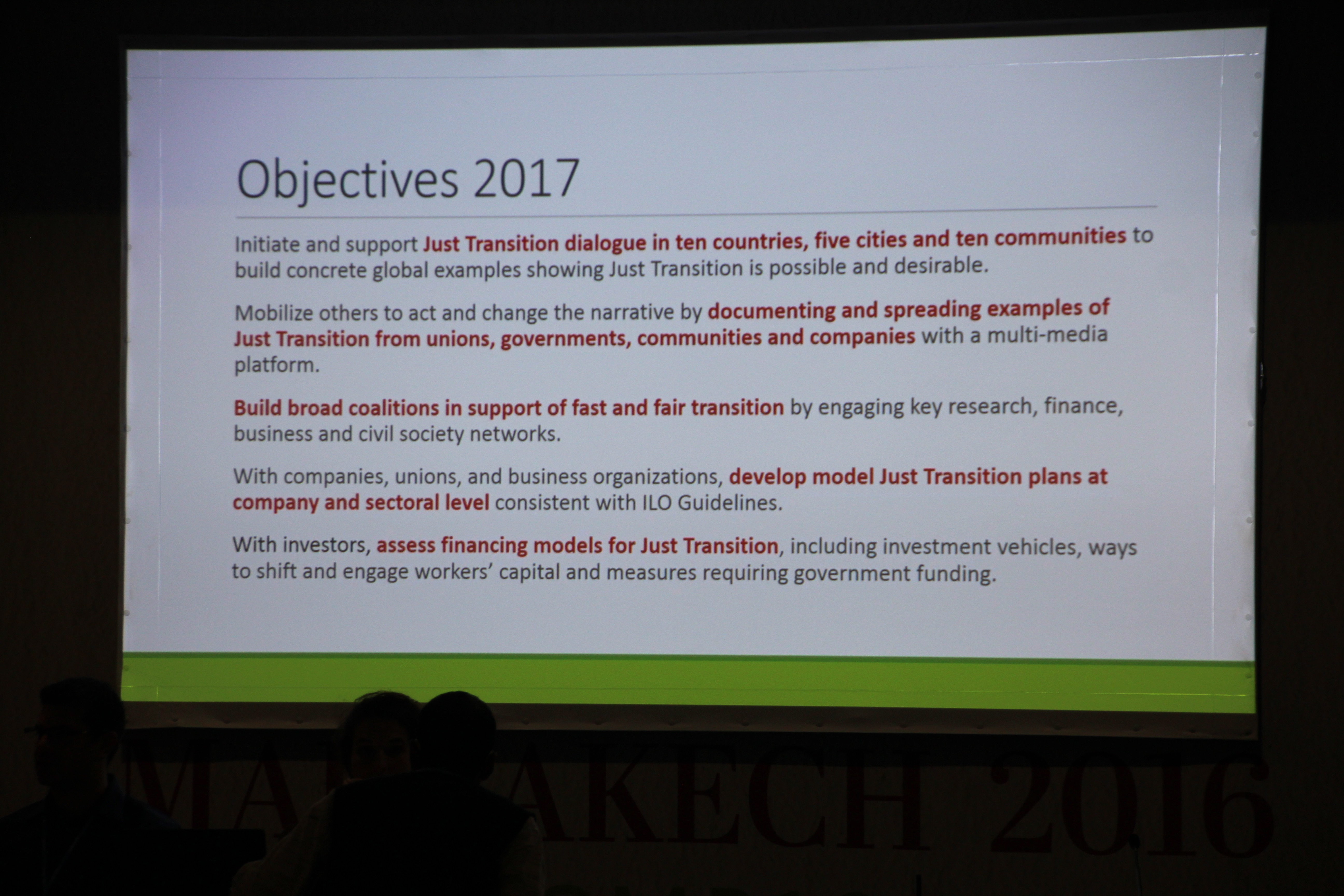
La transición justa se discute en la COP22.

En 2015, la OIT publicó sus “Directrices para una transición justa hacia economías y sociedades ambientalmente sostenibles para todos”, incluidos los principios rectores para una transición justa, como la necesidad de un consenso y diálogo social sólidos, y la importancia de fomentar la cooperación internacional. Las directrices se basan en los cuatro pilares del Programa de Trabajo Decente de la OIT: diálogo social, protección social, derechos de los trabajadores y empleo, y destacan el papel de los trabajadores, los empleadores y el gobierno como los principales socios activos para garantizar una transición justa. Este documento insta a los gobiernos internacionales a integrar los principios de transición justa en los métodos para alcanzar los Objetivos de Desarrollo Sostenible de las Naciones Unidas, aumentar el acceso a los datos del mercado laboral, fomentar la colaboración entre los ministerios nacionales pertinentes, etcétera.
En abril de 2015, el Rockefeller Family Fund y la Appalachian Funders Network formaron el Just Transition Fund para ayudar a las comunidades afectadas por el cambiante sector del carbón a aprovechar la iniciativa POWER del presidente Barack Obama. A través de inversiones directas y asistencia técnica directa, las subvenciones del Fondo han ayudado a dirigir casi $ 24 millones de fondos federales hacia proyectos de transición justa.
En la Conferencia de las Naciones Unidas sobre el Cambio Climático de 2015 en París, Francia, o la COP 21, los sindicatos y los defensores de la transición justa convencieron a las Partes de incluir un lenguaje sobre la transición justa y la creación de trabajo decente en el preámbulo del Acuerdo de París.
En la Conferencia de las Naciones Unidas sobre el Cambio Climático de 2018 en Katowice, Polonia, o COP 24, los jefes de Estado y de Gobierno adoptaron la Declaración de Silesia sobre Solidaridad y Transición Justa, destacando la importancia de una transición justa como se menciona en el Acuerdo de París, las Directrices de la OIT y la Agenda 2030 de las Naciones Unidas para el Desarrollo Sostenible. La Declaración alienta a todos los organismos pertinentes de las Naciones Unidas a implementar, proceder con su implementación y considerar la cuestión de la transición justa al redactar e implementar las Contribuciones Determinadas a Nivel Nacional de las Partes, o NDC.
La Unión Europea ha adoptado la Transición Justa como una parte importante de su Pacto Verde Europeo para ayudar a las regiones dependientes de combustibles fósiles dentro de la Unión Europea a hacer la transición hacia una economía más verde.
El Green New Deal propone mecanismos de transición justos para Estados Unidos.